# Recordação em memória
Recordação em Memória refere-se ao processo mental de recuperar informações do passado. Juntamente com a codificação e o armazenamento, é um dos três processos centrais da memória. Existem três tipos principais de recordação: recordação livre, recordação auxiliada e recordação serial. e também em animais.
Duas teorias principais sobre o processo de recordação são a teoria de duas etapas e o princípio da especificidade da codificação.

## Teorias

### Teoria de duas etapas
A teoria de duas etapas afirma que o processo de recordação inicia com uma etapa de busca e recuperação, seguida por um processo de decisão ou de reconhecimento, no qual a informação correta é escolhida entre o que foi recuperado. Nesta teoria, o reconhecimento envolve apenas a última dessas duas etapas ou processos, o que se pensa explicar a superioridade do reconhecimento em relação à recordação. O reconhecimento envolve apenas um processo no qual pode ocorrer erro ou falha, enquanto a recordação envolve dois. No entanto, verificou-se que a recordação é superior ao reconhecimento em alguns casos, como na falha de reconhecimento de palavras que posteriormente podem ser recordadas.
Outra teoria de duas etapas sustenta que a recordação livre de uma lista de itens inicia com o conteúdo da Memória de trabalho e, em seguida, passa para uma busca associativa.

### Especificidade da codificação
A teoria da especificidade da codificação encontra semelhanças entre o processo de reconhecimento e o de recordação. O princípio da especificidade da codificação afirma que a memória utiliza informações tanto da marca deixada durante o aprendizado quanto do ambiente no qual a recuperação ocorre. Em outras palavras, a memória é aprimorada quando as informações disponíveis na codificação também estão presentes na recuperação. Por exemplo, se alguém aprender sobre um determinado tópico e estudá-lo em um local específico, mas fizer a prova em um ambiente diferente, essa pessoa não terá o mesmo sucesso na recordação do que se estivesse no mesmo local em que aprendeu e estudou o assunto. A especificidade da codificação leva em conta as pistas contextuais por enfatizar o ambiente de recuperação e também explica que o reconhecimento pode nem sempre ser superior à recordação.

## História
Questões filosóficas acerca de como as pessoas adquirem conhecimento sobre o mundo impulsionaram o estudo da memória e da aprendizagem. A recordação é parte importante da memória, portanto a história do estudo da memória, em geral, também fornece um histórico do estudo da recordação.

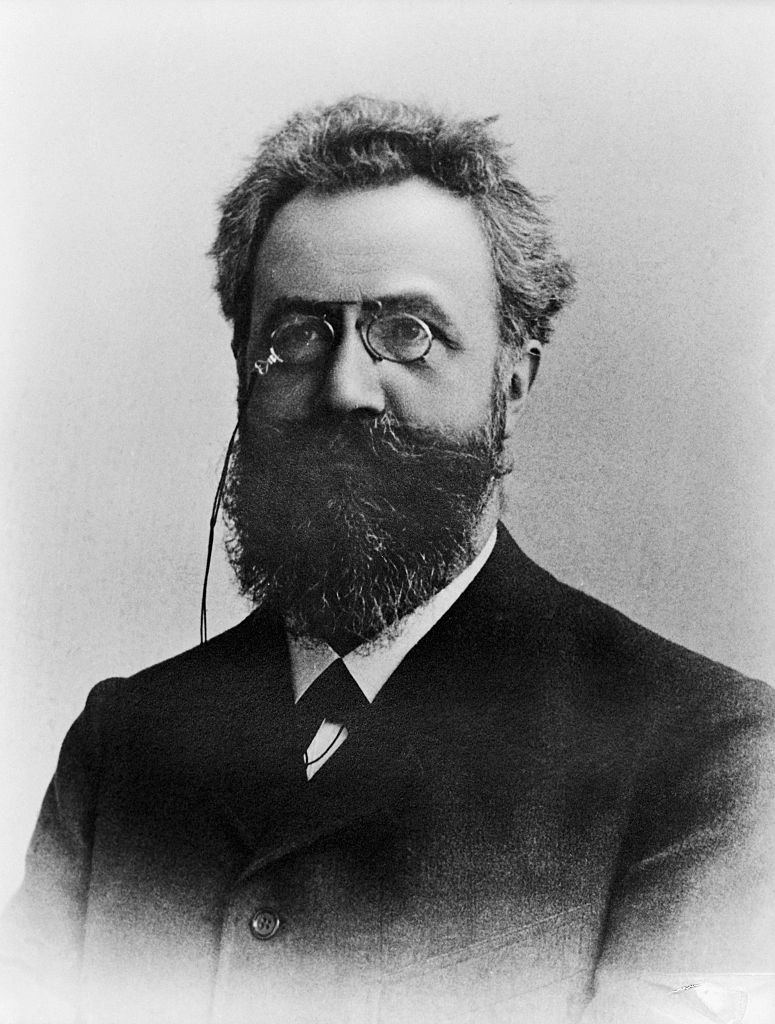
Hermann Ebbinghaus

Em 1885, Hermann Ebbinghaus criou sílabas sem sentido, combinações de letras que não seguem regras gramaticais e não possuem significado, para testar sua própria memória. Ele memorizava uma lista de sílabas sem sentido e depois testava sua recordação dessa lista em períodos de tempo variados. Descobriu que a perda de memória ocorria rapidamente nas primeiras horas ou dias, mas apresentava um declínio mais gradual e contínuo nos dias, semanas e meses subsequentes. Além disso, Ebbinghaus descobriu que o múltiplo aprendizado, o excesso de aprendizado e a distribuição dos períodos de estudo aumentavam a retenção da informação. A pesquisa de Ebbinghaus influenciou grande parte dos estudos conduzidos sobre a memória e a recordação ao longo do século XX.
Frederic Bartlett foi um pesquisador de destaque no campo da memória durante meados do século XX. Ele foi um psicólogo experimental britânico que se concentrou nos erros cometidos pelas pessoas ao recordar novas informações. Uma de suas obras mais conhecidas foi Remembering: A Study in Experimental and Social Psychology, publicada em 1932. É amplamente reconhecido pelo uso de contos folclóricos indígenas norte-americanos, incluindo The War of the Ghosts. Em seus estudos, apresentava aos participantes um trecho de uma história e, em seguida, pedia-lhes que a recordassem com a maior exatidão possível. Os intervalos de retenção variavam de logo após a leitura da história até dias depois. Bartlett constatou que as pessoas tentam compreender o significado geral da narrativa. Como o conto folclórico incluía elementos sobrenaturais, as pessoas os racionalizavam para que se adequassem melhor à sua própria cultura. Em última análise, Bartlett argumentou que os erros cometidos pelos participantes poderiam ser atribuídos a "erros esquemáticos de intrusão" – o conhecimento atual interferindo na recordação.
Na década de 1950, houve uma mudança no estudo global da memória que passou a ser conhecida como a revolução cognitiva. Isso incluiu novas teorias sobre como enxergar a memória, frequentemente comparando-a a um modelo de processamento computacional. Dois livros importantes influenciaram essa revolução: Plans and Structures of Behavior, de George Miller, Eugene Galanter e Karl H. Pribram (1960) e Cognitive Psychology, de Ulric Neisser (1967). Ambos forneceram argumentos para uma visão da mente humana baseada no processamento de informações. Allen Newell e Herbert A. Simon construíram programas de computador que simulavam os processos de pensamento que as pessoas utilizam para resolver diferentes tipos de problemas.
Na década de 1960, o interesse pela memória de curto prazo aumentou. Antes dessa década, havia muito pouca pesquisa que estudasse o funcionamento da memória de curto prazo e a perda rápida de memória. Lloyd e Margaret Peterson observaram que, quando as pessoas recebem uma lista curta de palavras ou letras e, em seguida, são distraídas com outra tarefa por alguns segundos, sua memória para a lista diminui consideravelmente.
Atkinson e Shiffrin (1973) criaram o modelo de memória de curto prazo, que se tornou o modelo popular para o estudo dessa modalidade.
O próximo grande desenvolvimento no estudo da recordação foi a proposição de Endel Tulving de dois tipos de memória: episódica e semântica. Tulving descreveu a memória episódica como a memória de um evento específico que ocorreu em um determinado tempo e lugar, por exemplo, o presente recebido no seu décimo aniversário. Já as memórias semânticas são palavras, conceitos e regras abstratas armazenadas na memória de longo prazo. Ademais, Endel Tulving formulou o princípio da especificidade da codificação em 1983, que explica a importância da relação entre a codificação da informação e sua posterior recordação. Em outras palavras, o princípio da especificidade da codificação significa que uma pessoa tem mais probabilidade de recordar uma informação se as pistas de recordação forem semelhantes às pistas de codificação.
A década de 1960 também viu avanços no estudo da imagética visual e na forma como ela é recordada. Essa pesquisa foi liderada por Allan Paivio, que descobriu que quanto mais evocativa de imagens uma palavra fosse, maior a probabilidade de ser recordada, seja em recordação livre ou em associações pareadas.
Desde a década de 1980, uma quantidade considerável de pesquisas tem sido realizada acerca do funcionamento da memória e, especificamente, da recordação. Os estudos anteriormente mencionados foram desenvolvidos e aprimorados, e novas pesquisas continuam a ser conduzidas.

## Tipos

### Recordação livre
A recordação livre descreve o processo pelo qual uma pessoa recebe uma lista de itens para memorizar e, em seguida, é testada ao ser solicitada a recordá-los em qualquer ordem. Na recordação livre, evidências dos efeitos de primazia e de recência costumam ser observadas. Os efeitos de primazia ocorrem quando a pessoa recorda os itens apresentados no início da lista de forma mais rápida e frequente. Já o efeito de recência acontece quando os itens apresentados ao final da lista são recordados mais rapidamente e com maior frequência. Observa-se frequentemente que a recordação livre inicia pelo final da lista, avançando para o início e o meio da mesma.

### Recordação auxiliada
A recordação auxiliada ocorre quando uma pessoa recebe uma lista de itens para memorizar e, em seguida, é testada com pistas para recordar o material. Pesquisadores têm utilizado esse procedimento para testar a memória. Os participantes recebem pares, geralmente de palavras, A1-B1, A2-B2...An-Bn (sendo n o número de pares em uma lista) para estudar. Posteriormente, o experimentador apresenta ao participante uma palavra como pista, a fim de que ele recorde a palavra com a qual ela foi originalmente emparelhada. A apresentação da palavra pode ser tanto visual quanto auditiva.
Existem dois métodos experimentais básicos para conduzir a recordação auxiliada: o método estudo-teste e o método de antecipação. No método estudo-teste, os participantes estudam uma lista de pares de palavras apresentados individualmente. Imediatamente após ou depois de um intervalo, os participantes são testados na fase de estudo do experimento com os pares de palavras que haviam acabado de estudar. Uma palavra de cada par é apresentada em ordem aleatória e o participante deve recordar o item que foi originalmente emparelhado. O participante pode ser testado para recordação progressiva, em que Ai é apresentada como pista para Bi, ou para recordação regressiva, em que Bi é apresentada como pista para Ai. No método de antecipação, os participantes veem Ai e são solicitados a antecipar a palavra emparelhada com ela, Bi. Se o participante não conseguir recordar a palavra, a resposta é revelada. Durante um experimento utilizando o método de antecipação, a lista de palavras é repetida até que uma certa porcentagem dos pares Bi seja recordada.
A curva de aprendizado para a recordação auxiliada aumenta de forma sistemática com o número de tentativas realizadas. Esse resultado gerou um debate sobre se o aprendizado ocorre de forma incremental ou se é do tipo tudo ou nada. Uma teoria defende que o aprendizado é incremental e que a recordação de cada par de palavras é fortalecida com a repetição. Outra teoria sugere que o aprendizado é do tipo tudo ou nada, isto é, o par de palavras é aprendido em uma única tentativa, e o desempenho na memória se deve à média dos pares aprendidos, alguns dos quais são assimilados em tentativas anteriores e outros em tentativas posteriores. Para examinar a validade dessas teorias, pesquisadores realizaram experimentos de memória. Em um experimento publicado em 1959, o psicólogo experimental Irvin Rock e seu colega Walter Heimer, da Universidade de Illinois, fizeram com que tanto um grupo controle quanto um grupo experimental aprendessem pares de palavras. No grupo controle, os pares de palavras eram repetidos até que os participantes os aprendessem por completo. No grupo experimental, os pares já aprendidos permaneciam na lista enquanto os pares não aprendidos eram substituídos por recombinações de palavras previamente apresentadas. Rock acreditava que as associações entre dois itens seriam fortalecidas se o aprendizado fosse incremental, mesmo quando os pares não fossem recordados corretamente. Sua hipótese era de que o grupo controle apresentaria uma maior probabilidade de recordação correta do que o grupo experimental. Ele acreditava que a repetição aumentaria a força do par de palavras até que essa força atingisse um limiar necessário para produzir uma resposta explícita. Se o aprendizado fosse do tipo tudo ou nada, então ambos os grupos deveriam aprender os pares de palavras com a mesma taxa. Experimentalmente, Rock constatou que havia pouca diferença nas taxas de aprendizado entre os dois grupos. Contudo, o trabalho de Rock não resolveu a controvérsia, pois em seu experimento os pares de palavras substituídos poderiam ser ou mais fáceis ou mais difíceis de aprender do que os pares originais. Em experimentos subsequentes que abordaram a questão, os resultados foram mistos. A hipótese do aprendizado incremental é apoiada pelo fato de que, algum tempo após os pares Ai-Bi serem aprendidos, o tempo de recordação de Bi diminui com a continuação das tentativas de aprendizado.
Outra teoria que pode ser testada usando a recordação auxiliada é a simetria entre a recordação progressiva e regressiva. A recordação progressiva é geralmente considerada mais fácil do que a regressiva, ou seja, a recordação progressiva seria mais forte do que a regressiva. Isso é geralmente verdadeiro para sequências longas de palavras ou letras, como o alfabeto. Em uma das abordagens, a hipótese das associações independentes, pressupõe-se que as forças da recordação progressiva e regressiva sejam independentes entre si. Para confirmar essa hipótese, o Dr. George Wolford testou a recordação progressiva e regressiva dos participantes e constatou que essas recordações são independentes. A probabilidade de recordação progressiva correta foi de 0,47 para associações de pares de palavras, enquanto a probabilidade de recordação regressiva correta foi de 0,25. Entretanto, sob outra perspectiva, a hipótese da simetria associativa sustenta que as forças da recordação progressiva e regressiva são aproximadamente iguais e altamente correlacionadas. Em um experimento conduzido por S.E. Asch, do Swarthmore College, e S.M. Ebenholtz, os participantes aprenderam pares de sílabas sem sentido por meio da recordação por antecipação. Após atingir um determinado limiar de aprendizado, os participantes foram testados por meio de recordação livre para identificar todos os pares e itens isolados que lembravam. Esses pesquisadores constataram que a associação regressiva era consideravelmente mais fraca do que a progressiva. Contudo, quando a disponibilidade de recordação progressiva e regressiva era praticamente a mesma, havia pouca diferença entre elas. Alguns cientistas, incluindo Asch e Ebenholtz, que defendem a hipótese das associações independentes, afirmam que a igualdade entre as recordações progressiva e regressiva é compatível com sua hipótese, pois ambas poderiam ser independentes, mesmo possuindo forças equivalentes. Entretanto, os teóricos da simetria associativa interpretaram os dados como evidência de que os resultados se encaixavam em sua hipótese.
Outro estudo realizado utilizando a recordação auxiliada demonstrou que o aprendizado ocorre durante as tentativas de teste. Mark Carrier e Pashler (1992) constataram que o grupo submetido apenas à fase de estudo comete 10% a mais de erros do que o grupo que passou por uma fase de teste-estudo. Na fase de estudo, os participantes receberam pares Ai-Bi, onde Ai era uma palavra em inglês e Bi uma palavra em Yupik, de um esquimó siberiano. Na fase de teste-estudo, os participantes primeiramente tentaram recordar Bi dado Ai como pista e, em seguida, os pares Ai-Bi eram apresentados juntos. Esse resultado sugere que, após os participantes aprenderem algo, testar sua memória por meio de operações mentais auxilia na recordação futura. O ato de recordar, em vez de apenas reestudar, cria novas conexões mais duradouras entre Ai e Bi. Esse fenômeno é comumente referido como o efeito do teste.
Outro estudo demonstrou que, quando as listas são testadas imediatamente após o estudo, os últimos pares são os mais bem recordados. Após um atraso de cinco segundos, a recordação das palavras estudadas recentemente diminui. Entretanto, os pares de palavras no início de uma lista ainda apresentam melhor recordação. Ademais, em uma lista mais longa, o número absoluto de pares recordados é maior, mas em uma lista mais curta a porcentagem de pares recordados é superior.
Às vezes, ao recordar pares de palavras, ocorrem intrusões. Uma intrusão é um erro cometido pelos participantes ao tentar recordar uma palavra com base em uma pista do par correspondente. As intrusões tendem a compartilhar atributos semânticos com a palavra correta não recordada ou terem sido previamente estudadas em outro par da lista atual ou em uma lista estudada anteriormente, ou ainda terem ocorrido próximo no tempo ao item-pista. Quando dois itens são semelhantes, uma intrusão pode ocorrer. O Professor Kahana e Marieke Vugt, da Universidade da Pensilvânia, examinaram os efeitos da similaridade de rostos em associações rosto-nome. No primeiro experimento, buscaram determinar se o desempenho da recordação variaria conforme o número de rostos na amostra de estudo que eram semelhantes ao rosto-pista. Rostos eram considerados semelhantes se seus contornos se enquadrassem dentro de uma determinada faixa. O número de rostos dentro de um determinado raio é chamado de densidade de vizinhança. Constatou-se que a recordação de um nome associado a um rosto apresentava menor acurácia e tempo de reação mais lento para rostos com maior densidade de vizinhança. Quanto maior a similaridade entre dois rostos, maior a probabilidade de ocorrer interferência entre eles. Ao ser estimulado com o rosto A, o nome B pode ser recordado se os rostos A e B forem semelhantes, o que indicaria que ocorreu uma intrusão. A probabilidade de recordação correta derivava do número de rostos que possuíam outros rostos semelhantes.
As pistas atuam como guias para o que a pessoa deve recordar. Uma pista pode ser praticamente qualquer estímulo que atue como lembrete, por exemplo, um cheiro, uma música, uma cor, um local etc. Em contraste com a recordação livre, o sujeito é induzido a recordar um determinado item da lista ou a lembrar a lista em uma determinada ordem. A recordação auxiliada também interage com a recordação livre, pois quando pistas são fornecidas a um sujeito, este poderá recordar itens da lista que, sem a pista, não haviam sido lembrados. Tulving explicou esse fenômeno em suas pesquisas. Ao fornecer aos participantes pistas associativas para itens que originalmente não foram recordados e que se pensava estarem perdidos da memória, os participantes conseguiram recordar o item.

### Recordação serial
A recordação serial é a capacidade de recordar itens ou eventos na ordem em que ocorreram. A habilidade dos seres humanos de armazenar itens na memória e recordá-los é fundamental para o uso da linguagem. Imagine tentar recordar as diferentes partes de uma frase, mas em ordem incorreta. A capacidade de recordar em ordem serial foi observada não apenas em humanos, mas também em diversas espécies de primatas não humanos e em alguns não primatas. Imagine confundir a ordem de fônemas, ou unidades significativas de som, em uma palavra, de modo que "slight" se transforme em "style". A recordação serial também nos auxilia a lembrar a sequência de eventos em nossas vidas, isto é, nossas memórias autobiográficas. Nossa memória do passado parece existir em um contínuo no qual eventos mais recentes são lembrados mais facilmente em ordem.
A recordação serial na memória de longo prazo difere da recordação serial na memória de curto prazo. Para armazenar uma sequência na memória de longo prazo, a sequência é repetida ao longo do tempo até que seja representada na memória como um todo, em vez de como uma série de itens. Dessa forma, não há necessidade de lembrar as relações entre os itens e suas posições originais. Em relação à memória de curto prazo, a recordação serial imediata (RSI) tem sido atribuída a um de dois mecanismos. O primeiro refere-se à RSI como resultado de associações entre os itens e suas posições na sequência, enquanto o segundo refere-se a associações entre os itens. Essas associações entre itens são denominadas encadeamento e, segundo pesquisas, é um mecanismo improvável. Relações item-posição não explicam os efeitos de recência e primazia, nem o efeito de similaridade fonológica. O Modelo de Primazia afasta-se dessas duas suposições, sugerindo que a RSI resulta de um gradiente de níveis de ativação, onde cada item possui um nível específico de ativação correspondente à sua posição. Pesquisas têm demonstrado que o desempenho na recordação serial imediata é muito melhor quando a lista é homogênea (ou seja, os itens pertencem à mesma categoria semântica) do que quando é heterogênea (itens de categorias semânticas diferentes). Isso sugere que representações semânticas são benéficas para o desempenho na recordação serial imediata. A recordação serial de curto prazo também é afetada por itens com sons semelhantes, uma vez que a recordação desses itens é menor do que a de itens que não soam semelhantes. Isso ocorre tanto quando as listas são testadas separadamente (comparando duas listas distintas de itens com sons semelhantes e não semelhantes) quanto quando são testadas em uma lista mista. Alan Baddeley foi o primeiro a relatar um experimento no qual os itens dentro de uma lista eram ou mutuamente dissimilares ou altamente semelhantes.
Há evidências indicando que o ritmo é altamente sensível à interferência decorrente da produção motora concorrente. Ações, como bater palmas ou bater os dedos de forma ritmada, podem afetar a recordação, pois o impacto disruptivo dessas ações – em contraste com a ausência de efeito consistente de sons irrelevantes ritmados – indica que o feedback motor decorrente da tarefa interfere na ensaiamento e no armazenamento.
Geralmente, oito efeitos distintos são observados em estudos de recordação serial em humanos:
1. Efeito do comprimento da listaA capacidade de recordação serial diminui à medida que o comprimento da lista ou sequência aumenta.
2. Efeitos de primazia e recênciaO efeito de primazia refere-se à melhor recordação dos itens apresentados no início da sequência, enquanto o efeito de recência diz respeito à melhor recordação dos últimos itens. Os efeitos de recência são mais evidentes com estímulos auditivos do que com estímulos verbais, uma vez que a apresentação auditiva parece proteger os itens finais da lista da interferência na saída.
3. Gradientes de transposiçãoRefere-se ao fato de que a recordação tende a ser melhor para reconhecer o que um item é do que a sua posição na sequência.
4. Erros por confusão de itensQuando um item é recordado incorretamente, há tendência de responder com um item que se assemelha ao item correto naquela posição.
5. Erros por repetiçãoOcorrem durante a recordação de uma sequência quando um item de uma posição anterior é repetido em outra posição. Esse efeito é relativamente raro em humanos.
6. Efeitos de preenchimentoSe um item é recordado incorretamente em uma posição anterior à sua posição original, há tendência de que o próximo item recordado seja aquele que foi deslocado por esse erro. Por exemplo, se a sequência é "1234" e a recordação inicia com "124", o próximo item provavelmente será "3".
7. Efeitos de protrusãoOcorrem quando um item de uma lista ou teste anterior é acidentalmente recordado em uma nova lista ou teste. Esse item tende a ser recordado em sua posição original do teste anterior.
8. Efeito do comprimento da palavraPalavras curtas são recordadas com mais precisão do que palavras longas.

## Neuroanatomia
O córtex cingulado anterior, o globo pálido, o tálamo e o cerebelo apresentam maior ativação durante a recordação do que durante o reconhecimento, o que sugere que esses componentes da via cerebelo-frontal desempenham um papel nos processos de recordação que não ocorrem no reconhecimento. Embora a recordação e o reconhecimento sejam considerados processos distintos, é provável que ambos constituam componentes de redes distribuídas de regiões cerebrais.

Cerebelo destacado em vermelho

Globo pálido destacado em vermelho

De acordo com dados de neuroimagem, estudos por tomografia por emissão de pósitrons (PET) sobre recordação e reconhecimento encontraram, de forma consistente, aumentos no fluxo sanguíneo cerebral regional (FSC) nas seguintes seis regiões do cérebro: (1) o córtex pré-frontal, especialmente no hemisfério direito; (2) as regiões hipocampal e parahipocampal do lobo temporal medial; (3) o Córtex cingulado anterior; (4) a área da linha média posterior que inclui o cíngulo posterior, a região retrosplenial (veja região retrosplenial), o precuneus e as regiões do cuneus; (5) o córtex parietal inferior, especialmente no hemisfério direito; e (6) o Cerebelo, particularmente no hemisfério esquerdo.

Hipocampo destacado em vermelho

O papel específico de cada uma das seis principais regiões na recuperação episódica ainda não está totalmente esclarecido, mas algumas hipóteses já foram sugeridas. O córtex pré-frontal direito tem sido relacionado à tentativa de recuperação; os lobos temporais mediais à recordação consciente; o córtex cingulado anterior à seleção de respostas; a região da linha média posterior à imagética; o córtex parietal inferior à percepção do espaço; e o cerebelo à recuperação auto-iniciada.

Córtex cingulado anterior

Em pesquisas recentes, um grupo de sujeitos foi desafiado a memorizar uma lista de itens e, posteriormente, sua atividade cerebral foi medida durante a tentativa de recordação desses itens. Os potenciais evocados e a atividade Hemodinâmica medidos durante a codificação apresentaram diferenças confiáveis entre os itens posteriormente recordados e os não recordados. Esse efeito foi denominado efeito de memória subsequente (SME). Essa diferença na ativação de regiões cerebrais específicas determina se um item será recordado ou não. Um estudo de Fernandez et al. demonstrou que as diferenças que preveem a recordação aparecem tanto como uma deflexão negativa no córtex rinal de um potencial relacionado a eventos (ERP) 400 ms após a exposição ao estímulo, quanto como um ERP positivo no hipocampo, iniciando 800 ms após o início do estímulo. Isso significa que a recordação só ocorre se essas duas regiões cerebrais (córtex rinal e hipocampo) forem ativadas em sincronia.

## Fatores que afetam a recordação

### Atenção
O efeito da Atenção na recordação da memória apresenta resultados surpreendentes. Ao que tudo indica, o momento em que a atenção afeta significativamente a memória ocorre durante a fase de codificação. Durante essa fase, a realização de uma tarefa paralela pode prejudicar consideravelmente o sucesso na recuperação. Acredita-se que essa fase requer muita atenção para que a informação seja devidamente codificada, e, portanto, uma tarefa que distraia o sujeito impede a entrada correta de informações e reduz a quantidade de conhecimento adquirido.
A atenção dedicada às palavras é influenciada pelo uso de vocabulário com carga emocional. Palavras de conotação negativa e positiva são melhor recordadas do que palavras neutras pronunciadas. Diversas maneiras de focar a atenção na fala do apresentador – como a entonação de sua voz, que pode soar triste, contente ou frustrada, ou o uso de palavras que toquem o emocional – influenciam essa atenção. Um estudo foi realizado para verificar se o uso de vocabulário emocional era determinante para a memória recordatória. Os grupos foram colocados em auditórios idênticos e receberam os mesmos palestrantes, mas os resultados demonstraram que a entonação e a escolha de palavras, recordadas pelos ouvintes, indicaram que palavras, frases e sons com carga emocional são mais memoráveis do que os neutros.
A memória recordatória está ligada a instintos e mecanismos. Para lembrar como um evento ocorreu, para aprender com ele ou evitar um potencial perigo, são estabelecidas conexões com emoções. Por exemplo, se um palestrante se mostra muito calmo e neutro, a eficácia na codificação da memória é baixa e os ouvintes absorvem apenas a ideia geral do que está sendo discutido. Por outro lado, se o palestrante está gritando e/ou utilizando palavras carregadas de emoção, os ouvintes tendem a lembrar frases-chave e o sentido geral do discurso. Isso se deve à ativação do mecanismo de "luta ou fuga" presente em todos, mas que, dependendo do estímulo, favorece uma recordação mais eficaz. As pessoas tendem a focar a atenção em pistas que sejam incomuns, muito altas ou muito baixas. Isso faz com que o sistema auditivo capte as diferenças entre uma fala comum e um discurso com significado; quando algo importante é dito, as pessoas concentram-se nessa parte da mensagem, podendo deixar de prestar atenção ao restante. Nosso cérebro detecta variações na fala e, quando essas variações ocorrem, codifica essa parte do discurso, permitindo que a informação seja recordada futuramente.

### Motivação
A motivação é um fator que estimula uma pessoa a executar e ter sucesso na tarefa em questão. Em um experimento realizado por Roebers, Moga e Schneider (2001), os participantes foram distribuídos em grupos de resposta forçada, resposta livre ou resposta livre com incentivo. Em cada grupo, constatou-se que a quantidade de informação correta recordada não diferia, contudo, no grupo em que os participantes receberam um incentivo, a acurácia foi maior. Isso indica que apresentar aos participantes um estímulo para fornecer informações corretas os motiva a serem mais precisos. Entretanto, isso só ocorre se a percepção for de que o sucesso é medido pela correção da resposta. Quando se entende que o sucesso reside apenas na realização da tarefa, o número de respostas aumenta, mas sua acurácia diminui. No experimento citado, os participantes do grupo de resposta forçada apresentaram a menor acurácia global, pois não tinham motivação para fornecer respostas precisas e eram obrigados a responder mesmo quando não tinham certeza da resposta. Outro estudo, realizado por Hill, Storandt e Simeone, testou o impacto do treinamento em habilidades de memória e de recompensas externas na recordação livre de listas de palavras em série. Efeitos semelhantes aos relatados no estudo anterior foram observados em crianças – em contraste com alunos mais velhos.

### Interferência
Na ausência de interferência, dois fatores atuam na recordação de uma lista de itens: os efeitos de recência e de primazia. O efeito de recência ocorre quando a memória de curto prazo é utilizada para recordar os itens mais recentes, e o efeito de primazia ocorre quando a memória de longo prazo codifica os itens apresentados no início. O efeito de recência pode ser eliminado se houver um período de interferência entre a entrada e a saída da informação, superior ao tempo de retenção da memória de curto prazo (15–30 segundos). Isso ocorre quando uma pessoa recebe informações subsequentes antes de iniciar a recordação da informação inicial. O efeito de primazia, contudo, não é afetado pela interferência. A eliminação dos últimos itens da memória se deve ao deslocamento desses itens da memória de curto prazo pela tarefa distratora. Por não terem sido recitados e ensaiados, eles não foram transferidos para a memória de longo prazo e, consequentemente, foram perdidos. Uma tarefa tão simples quanto contar de trás para frente pode modificar a recordação; entretanto, um intervalo de tempo vazio não apresenta efeito. Isso ocorre porque a pessoa pode continuar a ensaiar os itens em sua memória de trabalho sem interferência. Cohen (1989) constatou que há melhor recordação de uma ação na presença de interferência se essa ação for realizada fisicamente durante a fase de codificação. Também foi observado que a recordação de alguns itens pode interferir e inibir a recordação de outros. Outra linha de pensamento e evidência sugere que os efeitos da interferência na recência e na primazia são relativos, determinados pela razão entre o intervalo de retenção e a taxa de distração entre os itens, e exibem invariância de escala temporal.

### Contexto
Os efeitos de dependência de contexto na recordação são geralmente interpretados como evidência de que as características do ambiente são codificadas como parte da marca de memória e podem ser utilizadas para aprimorar a recuperação das demais informações armazenadas. Em outras palavras, é possível recordar mais quando os ambientes de aprendizado e de recordação são semelhantes. As pistas contextuais parecem ser importantes na recuperação de informações recém-aprendidas e significativas. Em um estudo clássico de Godden e Baddeley (1975), utilizando recordação livre de listas de palavras, demonstrou-se que mergulhadores apresentavam melhor recordação quando havia uma correspondência entre o ambiente de aprendizado e o de recordação. Listas aprendidas debaixo d'água eram melhor recordadas nesse mesmo ambiente, enquanto listas aprendidas em terra eram melhor recordadas em terra. Uma aplicação acadêmica disso é que estudantes podem ter um desempenho melhor em provas estudando em silêncio, uma vez que as avaliações costumam ser realizadas em ambientes silenciosos.

### Memória dependente do estado
A recuperação dependente do estado é demonstrada quando o material aprendido em um determinado estado é melhor recordado nesse mesmo estado. Um estudo de Carter e Cassaday (1998) demonstrou esse efeito com anti-histamínico. Em outras palavras, se você estuda sob o efeito de um medicamento para rinite, por exemplo, terá mais facilidade para recordar o que estudou se for testado sob o mesmo efeito, em comparação a ser testado sem o medicamento após ter estudado sob sua influência.
Um estudo de Block e Ghoneim (2000) constatou que, em comparação com um grupo de controle de não usuários de drogas, o uso frequente de maconha está associado a prejuízos pequenos, mas significativos, na recuperação da memória. A cannabis induz perda de controle interno e comprometimento cognitivo, especialmente na atenção e na memória, durante o período de intoxicação.
Estimulantes, como cocaína, anfetaminas ou cafeína, são conhecidos por melhorar a recordação em humanos. Entretanto, o efeito do uso prolongado de estimulantes sobre o funcionamento cognitivo é bastante diferente do impacto em usuários ocasionais. Alguns pesquisadores encontraram uma redução nas taxas de recordação em humanos após o uso prolongado de estimulantes[carece de fontes?]. Os axônios, dendritos e neurônios podem se desgastar em muitos casos[carece de fontes?]. Pesquisas atuais ilustram um efeito paradoxal[carece de fontes?]. As poucas exceções podem apresentar hipertrofia mental[carece de fontes?]. Usuários de metilenodioximetanfetamina (MDMA) apresentam dificuldades na codificação de informações na memória de longo prazo, exibem comprometimento na aprendizagem verbal, são mais suscetíveis à distração e têm menor eficiência ao focar a atenção em tarefas complexas. O grau de comprometimento executivo aumenta com a gravidade do uso, e os prejuízos tendem a ser relativamente duradouros. Usuários crônicos de cocaína demonstram prejuízos na atenção, aprendizagem, memória, tempo de reação e flexibilidade cognitiva. Se os estimulantes terão um efeito positivo ou negativo na recordação depende da quantidade utilizada e da duração do uso.

### Gênero
De forma consistente, as mulheres apresentam desempenho superior aos homens em tarefas de memória episódica, incluindo recordação retardada e reconhecimento. Entretanto, homens e mulheres não diferem em tarefas de memória de trabalho, imediata e semântica. Observações neuropsicológicas sugerem que, de maneira geral, lesões anteriores causam déficits maiores em mulheres do que em homens. Propõe-se que as diferenças de gênero no desempenho da memória reflitam diferenças subjacentes nas estratégias utilizadas para processar a informação, e não diferenças anatômicas. Contudo, diferenças de gênero na assimetria cerebral receberam apoio de estudos morfométricos que demonstraram uma maior assimetria para a esquerda em homens do que em mulheres, indicando que homens e mulheres utilizam cada lado do cérebro de forma distinta. Há também evidências de um viés negativo na recordação por parte das mulheres, o que significa que, em geral, elas tendem a recordar seus erros com mais frequência que os homens. Em um estudo com testemunhas oculares realizado por Dan Yarmey em 1991, constatou-se que as mulheres eram significativamente mais precisas que os homens na recordação de detalhes, como o peso dos suspeitos.
Estudos compararam o que homens e mulheres conseguem recordar após uma apresentação. Três palestrantes estiveram envolvidos, sendo um do sexo feminino e dois do sexo masculino. Homens e mulheres foram colocados na mesma sala de aula e ouviram o mesmo discurso. Os resultados sugeriram que a informação apresentada pela palestrante do sexo feminino foi mais facilmente recordada por todos os participantes do estudo. Pesquisadores acreditam que essa diferença significativa entre os gêneros se deve ao fato de que a voz feminina possui uma melhor qualidade acústica, abrangendo uma gama que vai dos tons baixos aos altos. Como resultado dessa variedade tonal, ocorre um aumento na codificação semântica para os tons que estimulam a componente auditiva do cérebro; isso faz com que as palavras se destaquem e, a partir dessas variações, as memórias sejam armazenadas. A recordação torna-se mais fácil, pois o cérebro estabelece uma associação entre as palavras e os sons proferidos.
Uma característica distintiva é a forma como homens e mulheres processam a informação e, posteriormente, recordam o que foi apresentado. As mulheres tendem a recordar pistas não verbais e associar o significado de uma discussão com gestos. Já os homens, que focam nas pistas verbais, reagem mais aos fatos e às palavras exatas, sendo auxiliados por variações na entonação da voz para manter a memória. Outra diferença é a habilidade de recordar a voz de alguém. Em contrapartida, homens tendem a recordar melhor informações lidas, por exemplo, listas de objetos são mais facilmente recordadas por homens do que por mulheres. A única semelhança encontrada é que, quando palavras ou tons emocionais são utilizados, ambos os gêneros tendem a recordar essas mudanças.

### Consumo de alimentos
Diversos estudos investigaram se o ato de se alimentar antes de um teste cognitivo de recordação pode afetar o desempenho cognitivo. Um exemplo foi um estudo sobre o efeito do horário do café da manhã em funções cognitivas selecionadas de alunos do ensino fundamental. Os resultados indicaram que as crianças que consumiam o café da manhã na escola obtinham pontuações significativamente maiores na maioria dos testes cognitivos do que aquelas que faziam a refeição em casa ou não tomavam café da manhã.
Em um estudo com mulheres que sofriam de Síndrome Pré-Menstrual, as participantes receberam ou uma bebida placebo ou uma bebida rica em carboidratos. Os testes foram realizados em casa, onde foram avaliados humor, desempenho cognitivo e desejo por alimentos, medidos antes do consumo e 30, 90 e 180 minutos após o consumo da bebida. Os resultados mostraram que a bebida rica em carboidratos reduziu significativamente a depressão, a raiva, a confusão e o desejo por carboidratos, entre 90 e 180 minutos após o consumo. Além disso, a capacidade de reconhecimento de palavras também melhorou significativamente.

### Atividade física
Estudos indicam que crianças sedentárias não apenas possuem uma saúde física precária, mas também uma saúde cognitiva comprometida. Baixa aptidão está relacionada a uma diminuição no funcionamento cognitivo; por exemplo, há problemas relacionados à percepção, memória, controle cognitivo, além de um menor desempenho acadêmico. Diversos testes foram conduzidos para identificar exatamente qual o impacto da falta de atividade física. Em um desses testes, crianças foram divididas em dois grupos: um fisicamente ativo e outro inativo. Após um período de monitoramento, os pesquisadores testaram o aprendizado e a memória recordatória das crianças, a fim de observar as diferenças entre os grupos. Os resultados indicaram que as crianças sem atividade física apresentaram um processo de recordação mais lento do que aquelas com atividade física. O aprendizado foi semelhante entre os grupos, mas a recordação foi a única variável que divergiu.
A atividade física tem influência significativa sobre o hipocampo, pois essa região do cérebro é responsável pela codificação de informações na memória. Por afetar áreas tão importantes, esse tipo de exercício mantém as redes neurais funcionando adequadamente, permitindo que a informação seja processada e armazenada com maior eficiência.

### Trauma e exposição cerebral
Em casos de medo, trauma, lesão cerebral, transtorno de estresse pós-traumático, dor ou ansiedade, a recordação de memória é extremamente limitada. Pacientes com essas condições costumam apresentar apenas flashbacks do que ocorreu no evento traumático, sendo incapazes de recordar outros detalhes, como sentimentos ou imagens. Eles só conseguem recordar a memória quando algo, como uma imagem ou som, traz de volta o evento trágico. As pessoas conseguem recordar o evento somente quando ouvem ou veem algo que desencadeia essa memória. Elas não conseguem recordar como se sentiram ou o que viram, mas, por meio de imagens ou sons, podem rememorar o ocorrido. Por exemplo, no dia 11 de setembro de 2001, os primeiros socorristas recordam o dia e como foi a experiência, embora não consigam rememorar os sentimentos exatos vivenciados. A única forma de recuperar essas emoções é quando, por exemplo, sirenes de viaturas de polícia, caminhões de bombeiros ou ambulâncias passam, reativando os sentimentos daquela ocasião.
A recordação ocorre quando um som familiar desencadeia uma sensação dolorosa de um evento passado, embora, em grande parte, as memórias traumáticas sejam suprimidas. Esse fenômeno é semelhante ao condicionamento clássico, no qual um cão, ao ouvir o som de um sino, começa a reagir a esse som, independentemente de outras variáveis, como a presença de comida ou um choque elétrico. Terapias são empregadas para ajudar pessoas com essa condição a evitar que sons ou objetos associados ao trauma desencadeiem o medo, permitindo que outras memórias do evento possam ser recuperadas.

## Fenômenos
A abordagem fenomenológica da recordação é denominada metacognição, ou "conhecimento sobre o próprio conhecimento". Isso inclui diversos estados de consciência, conhecidos como estados de "saber que sabe", como o fenômeno da sensação de estar com a palavra na ponta da língua. Sugere-se que a metacognição desempenhe um papel autorregulador, permitindo ao cérebro observar erros no processamento e dedicar recursos para resolvê-los. É considerada uma faceta importante da cognição, contribuindo para o desenvolvimento de estratégias de aprendizado eficazes que podem ser generalizadas para outras situações.

### Mnemônicos e estratégias cognitivas
Uma técnica fundamental para melhorar e facilitar a recordação consiste no uso de dispositivos mnemônicos e outras estratégias cognitivas. Esses dispositivos permitem que indivíduos memorizem e recordem novas informações de forma mais simples, ao invés de terem que decorar uma lista de informações desconexas. Um exemplo de dispositivo mnemônico é o acrônimo PEMDAS ou "Please Excuse My Dear Aunt Sally", utilizado para resolver equações que envolvem parênteses, expoentes, multiplicação, divisão, adição ou subtração, indicando a ordem correta das operações. Palavras ou siglas podem representar processos que os indivíduos precisam recordar. Os benefícios do uso dessas estratégias são a organização da codificação e a facilitação do processamento e armazenamento das informações. Além disso, tais dispositivos reduzem a necessidade de recursos externos no momento da recuperação, permitindo que a recordação ocorra de forma autônoma. Estratégias cognitivas podem explorar conexões semânticas, permitindo que o cérebro processe a informação de forma mais eficiente do que ao tratá-la como elementos isolados. Dessa forma, as informações passam a se relacionar e permanecem armazenadas na memória.
Outro dispositivo utilizado para otimizar a recordação é o agrupamento (chunking). O agrupamento consiste em dividir números ou dados em unidades menores, facilitando a memorização, como acontece com números de telefone, que costumam ser divididos em grupos de três, três e quatro dígitos. Pesquisas demonstraram que esse método melhora significativamente o desempenho em tarefas de memorização.
O Método dos Loci (MOL) consiste em visualizar um ambiente espacial para melhorar a recordação posterior de informações. Em vez de apenas ler uma lista de itens, o indivíduo imagina percorrer um trajeto, depositando mentalmente os itens que precisa lembrar. Esse ensaio elaborado permite manipular a informação durante a codificação. Por exemplo, se ao sair para o mercado você precisa comprar manteiga de amendoim, creme dental, ração para cachorro e sabão em pó, em vez de apenas repetir a lista, imagine-se comendo um sanduíche de manteiga de amendoim, depois indo ao banheiro para escovar os dentes, passando por seu cachorro e, por fim, chegando à lavanderia. Esse método de melhoria na recordação não se limita apenas a listas de itens. Pesquisas demonstraram que essa estratégia cognitiva melhorou o desempenho de estudantes em avaliações. Participantes foram divididos em dois grupos, que receberam as mesmas palestras na área médica; um grupo estudou de forma autônoma e o outro utilizou o Método dos Loci. Em seguida, ambos os grupos realizaram a mesma avaliação e o grupo que utilizou o método apresentou melhor desempenho, medido pelo número de respostas corretas.

### Na ponta da língua
O estado de Ponta da língua refere-se à sensação de ter um grande hiato entre o conhecimento ou identificação de um determinado assunto e a capacidade de recordar descritores ou nomes relacionados a esse assunto. Esse fenômeno também é denominado, em francês, presque vu, que significa "quase visto". Existem duas perspectivas predominantes sobre o fenômeno da ponta da língua: a perspectiva psicolinguística e a perspectiva metacognitiva.
A psicolinguística entende os estados de ponta da língua como uma falha na recuperação da memória lexical (veja Modelo do Conjunto) quando acionada por pistas da Memória semântica (fatos). Observa-se um aumento na frequência desses estados com a idade, o que pode ser explicado por dois mecanismos. O primeiro diz respeito à degradação das redes lexicais com o avançar da idade, onde a deterioração das conexões entre o conhecimento prévio e o vocabulário dificulta a recuperação correta de uma palavra. O segundo sugere que o acúmulo de conhecimento, experiência e vocabulário com o passar dos anos resulta em um cenário similar, onde inúmeras conexões entre um vocabulário diversificado e um amplo conhecimento também aumentam a dificuldade de recuperar uma palavra.
A perspectiva metacognitiva interpreta os estados de ponta da língua simplesmente como a consciência experimentada quando tal fenômeno ocorre, ou seja, a percepção da própria experiência. Essa explicação implica que estar ciente de um estado de ponta da língua pode levar à rápida alocação de recursos cognitivos para resolver a dificuldade e recuperar a palavra. Embora essa explicação possa parecer insuficiente, as perspectivas psicolinguística e metacognitiva não se excluem mutuamente e ambas são utilizadas em estudos laboratoriais sobre o fenômeno.
Observa-se um efeito de incubação nos estados de ponta da língua, em que o simples passar do tempo pode facilitar a resolução do estado e resultar na recuperação bem-sucedida da palavra. Ademais, a ocorrência de um estado de ponta da língua é um bom preditor de que o problema poderá ser solucionado corretamente, embora isso ocorra com mais frequência em adultos mais velhos do que em jovens ou idosos. Essa evidência respalda tanto a perspectiva metacognitiva quanto a psicolinguística, demonstrando a dedicação de recursos na busca pela informação correta e a consciência do que se sabe ou não. É por isso que o debate atual entre a visão psicolinguística dos estados de ponta da língua como falha de recuperação e a visão metacognitiva desses estados como ferramenta para o aprendizado persiste.
Fenômenos semelhantes incluem Déjà vu, Jamais vu e déjà entendu (já ouvido). Esses fenômenos ocorrem raramente e são mais prevalentes em pacientes com lesões traumáticas na cabeça e em transtornos cerebrais, incluindo Epilepsia.

### Recuperação involuntária de memória
Frequentemente, mesmo após anos, estados mentais que estiveram presentes na consciência retornam a ela com aparente espontaneidade e sem qualquer ato de vontade; isto é, são reproduzidos de forma involuntária. Aqui, também, na maioria dos casos, imediatamente reconhecemos o estado mental retornado como algo que já foi experienciado; ou seja, nós o recordamos. Em certas condições, porém, essa consciência acompanhada está ausente, e sabemos apenas indiretamente que o "agora" deve ser idêntico ao "então"; ainda assim, recebemos, dessa forma, uma prova igualmente válida de sua existência durante o tempo interveniente. Conforme observações mais exatas nos ensinam, a ocorrência dessas reproduções involuntárias não é inteiramente aleatória ou acidental. Ao contrário, elas são provocadas por outras imagens mentais imediatamente presentes. Além disso, ocorrem de formas regulares, geralmente descritas pelas chamadas "leis da associação".
— Ebbinghaus, H (1885), conforme traduzido por Ruger & Bussenius (1913)
Até recentemente, as pesquisas sobre esse fenômeno foram relativamente escassas, identificando apenas dois tipos de recuperação involuntária de memória: a recuperação involuntária de Memória autobiográfica e a recuperação involuntária de memória semântica. Ambos os fenômenos podem ser considerados aspectos emergentes de processos cognitivos, de outra forma, normais e bastante eficientes.

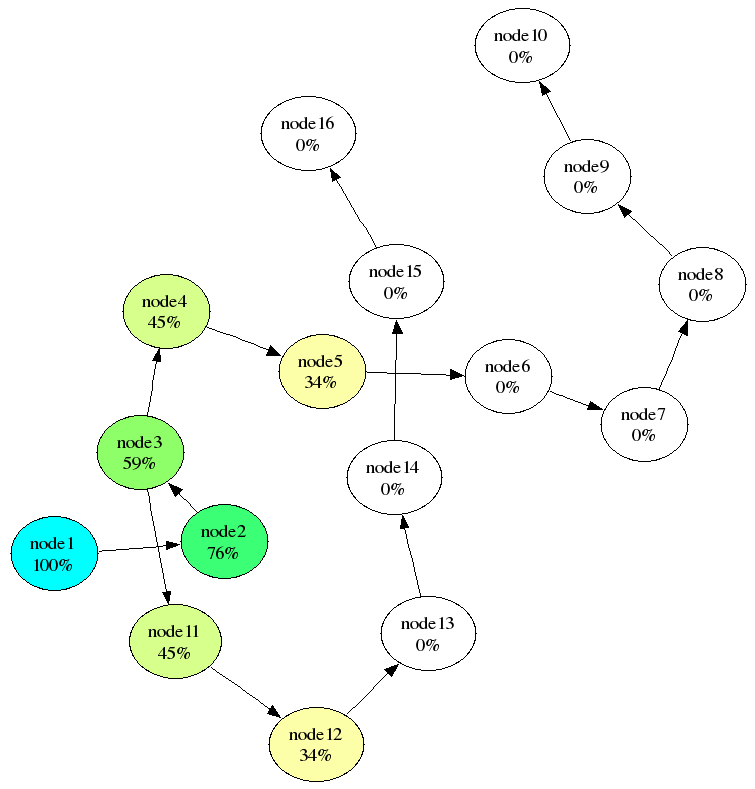
Uma representação visual da Ativação espalhada

A recuperação autobiográfica involuntária ocorre espontaneamente como resultado de Pista sensorials, bem como de pistas internas, como pensamentos ou intenções. Essas pistas influenciam nosso dia a dia, ativando automaticamente memórias inconscientes por meio de priming. Diversos estudos demonstraram que nossos objetivos e intenções específicos frequentemente resultam na recuperação de memórias autobiográficas relacionadas, enquanto a segunda forma mais comum de recuperação ocorre a partir de pistas físicas presentes no contexto. Memórias autobiográficas que não se relacionam a nenhuma pista específica – interna ou externa – são as menos frequentes. Sugere-se que, nesses casos, ocorreu um erro na autorregulação da memória, resultando na ascensão de uma memória autobiográfica não relacionada à consciência. Esses achados são consistentes com a metacognição, pois o terceiro tipo de experiência é frequentemente identificado como o mais marcante.
A recuperação involuntária de memória semântica (ISM), ou "explosão semântica", ocorre de maneira semelhante à recuperação de memória autobiográfica. Entretanto, a memória evocada não possui uma ligação pessoal e frequentemente é considerada trivial, como uma palavra, imagem ou frase aleatória. A recuperação ISM pode ocorrer como resultado da Ativação espalhada, em que palavras, pensamentos e conceitos ativam continuamente memórias semânticas relacionadas. Quando memórias relacionadas se acumulam a um ponto em que um conceito, palavra, pensamento ou imagem inter-relacionada "surge" na consciência – sem que a pessoa tenha plena noção de sua interconexão –, essa memória é recordada.

### Memórias falsas
Memórias falsas resultam de crenças persistentes, sugestões de figuras de autoridade ou declarações de informações incorretas. A exposição repetida a esses estímulos influencia a reorganização da memória de uma pessoa, alterando detalhes ou implantando relatos falsos e vívidos de um evento. Geralmente, isso é explicado por um erro no monitoramento da fonte, no qual uma pessoa consegue recordar fatos específicos, mas não identifica corretamente a fonte desse conhecimento, devido à perda aparente da associação entre a memória episódica (experiência específica ou fonte) e a semântica (baseada em conceitos ou "essência") da informação armazenada. Um exemplo é a Criptomnésia, ou plágio involuntário, em que uma pessoa reproduz um trabalho que já havia encontrado, acreditando ser sua ideia original. Memórias falsas também podem ser explicadas pelo Efeito da geração, um fenômeno observado em que a exposição repetida a uma crença, sugestão ou informação incorreta é melhor lembrada a cada nova exposição. Isso pode ser observado, por exemplo, no Efeito da desinformação, onde o relato de uma testemunha ocular pode ser influenciado pelo relato de um espectador ou por sugestões de uma figura de autoridade. Acredita-se ainda que esse fenômeno influencie a recuperação de memórias reprimidas de eventos chocantes ou abusivos em pacientes submetidos à hipnose, nas quais a memória recuperada, embora possa ser um relato vívido, pode ser totalmente falsa ou conter detalhes alterados em decorrência da sugestão persistente do terapeuta.

### Amnésia retrógrada focal
A Amnésia retrógrada geralmente é consequência de trauma físico ou psicológico, manifestando-se como a incapacidade de recordar informações anteriores ao evento traumático. Frequentemente, essa condição é acompanhada por algum grau de Amnésia anterógrada, isto é, dificuldade de adquirir novos conhecimentos. A amnésia retrógrada focal (FRA), também conhecida como amnésia funcional, refere-se à presença de amnésia retrógrada enquanto a aquisição de conhecimento permanece intacta (ausência de amnésia anterógrada). A memória sobre como usar objetos e realizar habilidades (Memória implícita) pode permanecer preservada, enquanto conhecimentos específicos sobre eventos pessoais ou fatos previamente aprendidos (Memória explícita) tornam-se inacessíveis ou são perdidos. A amnésia pode resultar de diversas causas, incluindo Encefalite, deficiência de Vitamina B₁ (como observado na Síndrome de Korsakoff), episódios psicóticos ou mesmo pelo testemunho de um evento emocionalmente traumático (Amnésia dissociativa). Disfunções nos lobos temporal e frontal têm sido observadas em muitos casos de amnésia retrógrada focal, seja por causas metabólicas ou decorrentes de Lesões. Contudo, essa correlação parece se restringir aos sintomas da amnésia retrógrada, pois há casos de pacientes com concussões leves, sem evidências visíveis de danos cerebrais, que desenvolvem FRA. Sugere-se que a FRA possa representar uma variedade de distúrbios, déficits cognitivos ou condições que resultem em perda desproporcional da memória explícita, denominando-se, assim, de Amnésia Retrógrada Desproporcional.

### A Vantagem do Rosto
A Vantagem do Rosto permite que informações e memórias sejam recordadas com mais facilidade quando apresentadas por meio do rosto de uma pessoa, em vez de sua voz. Rostos e vozes são estímulos bastante semelhantes, que revelam informações e desencadeiam processos de recordação similares. Durante a Percepção facial, a recordação ocorre em três estágios: primeiro, o reconhecimento, seguido pela recordação de memórias Memória semântica e Memória episódica, e, por fim, a recordação do nome. A Vantagem do Rosto foi demonstrada em um experimento onde participantes foram apresentados com rostos e vozes de indivíduos desconhecidos e de celebridades reconhecíveis. Os estímulos foram apresentados em um desenho experimental de grupos independentes. Os participantes foram solicitados a indicar se o rosto ou a voz lhes eram familiares. Em caso afirmativo, deveriam recordar as memórias semânticas e episódicas associadas e, por fim, o nome correspondente. Constatou-se que, quando apresentados com o rosto de uma celebridade, os participantes recordavam as informações com mais facilidade do que quando estimulados com a voz. Os resultados demonstraram que, na segunda etapa da percepção facial, quando as memórias são recordadas, as informações são recuperadas de forma mais rápida e precisa após a apresentação de um rosto, e de forma mais lenta, menos precisa e com menos detalhes após a apresentação de uma voz. Uma possível explicação é que as conexões entre as representações faciais e as memórias semânticas e episódicas são mais robustas do que aquelas entre vozes.

## Na cultura popular
Fenômenos relacionados à memória são fontes ricas de enredos e situações inusitadas na mídia popular. Dois fenômenos que aparecem com frequência são a habilidade de recordação total e a amnésia.

### Recordação total

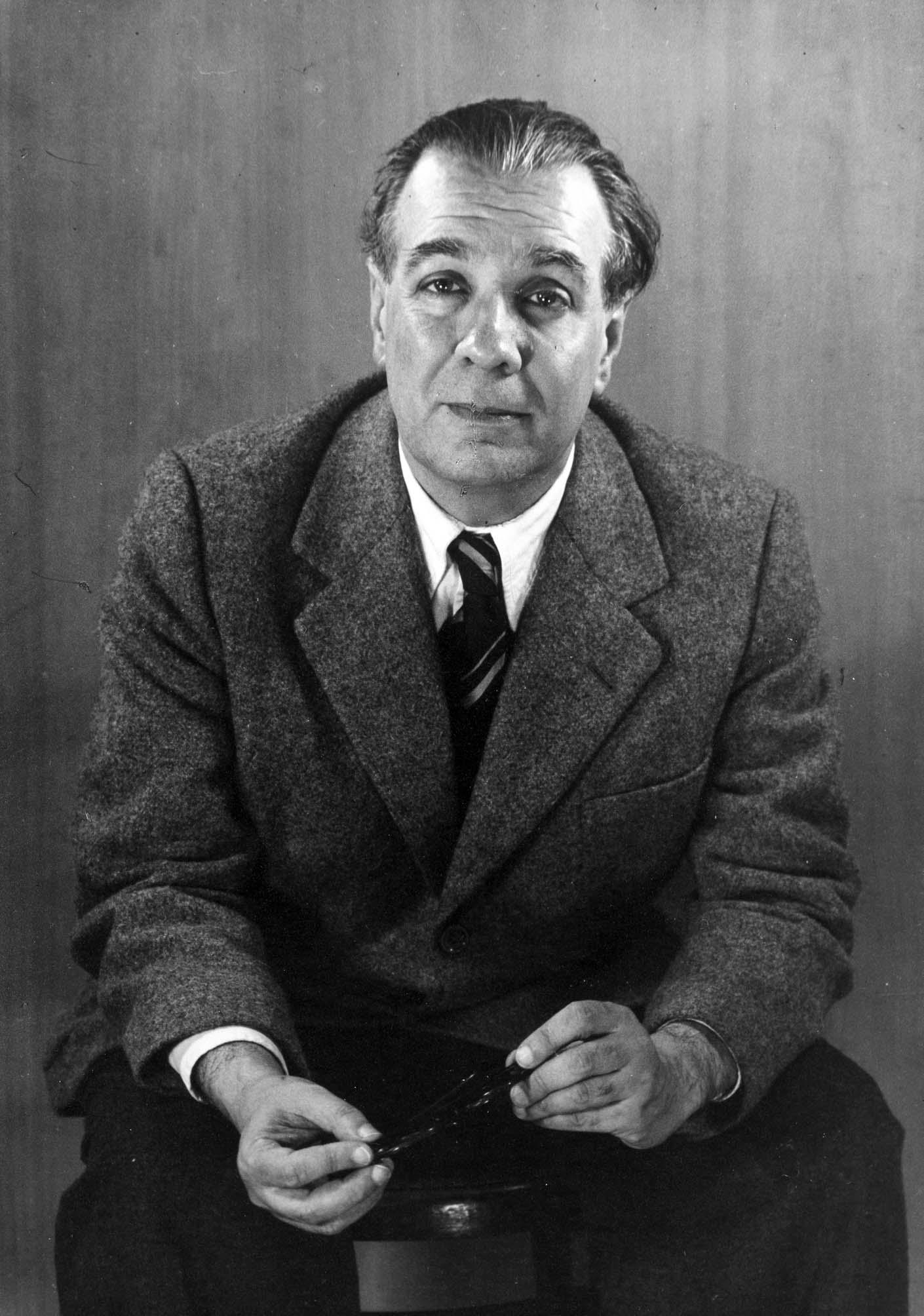
Jorge Luis Borges em 1951

O autor argentino Jorge Luis Borges escreveu o conto Funes, o Memorioso em 1944. A obra retrata a vida de Ireneo Funes, um personagem fictício que sofre uma queda do cavalo e acaba lesionando a cabeça. Após esse acidente, Funes passa a possuir uma habilidade de recordação total. Diz-se que ele é capaz de recordar um dia inteiro sem cometer erros, embora tal façanha lhe demande um dia inteiro de esforço. Acredita-se que Borges estava à frente de seu tempo ao descrever os processos de memória nessa obra, já que somente a partir da década de 1950 – com os estudos sobre o paciente HM – alguns dos fenômenos por ele descritos começaram a ser compreendidos. Uma instância mais recente de recordação total na literatura pode ser encontrada nos livros de Stieg Larsson, como em A Garota com a Tatuagem de Dragão, onde a protagonista, Lisbeth Salander, possui a habilidade de lembrar tudo o que lê, evidenciando uma recordação total. Outro exemplo ocorre nos livros de Dan Brown, O Código Da Vinci e Anjos e Demônios, nos quais o personagem principal, Dr. Robert Langdon, professor de iconografia e simbologia em Harvard, apresenta quase uma recordação total. Em O Estranho Caso do Cão Morto, de Mark Haddon, o protagonista, Christopher Boone, um adolescente autista de 15 anos, exibe habilidades de recordação total.
A recordação total também é recorrente na televisão. Pode ser observada, por exemplo, na 4ª temporada do seriado "Mentes Criminais", em que o personagem Dr. Spencer Reid afirma possuir uma habilidade de recordação total. O agente Fox Mulder, da série "Arquivo X", possui o que se conhece como memória fotográfica, um termo popular para a recordação total. Além disso, a personagem Lexie Grey, residente hospitalar do seriado "Anatomia de Grey", também apresenta habilidades de recordação total.

### Amnésia
A amnésia, que se caracteriza pela perda ou interrupção dos processos de memória, tem sido um tema muito popular em filmes desde 1915. Embora sua representação seja geralmente imprecisa, há algumas exceções. Memento (filme) (2000) é considerado inspirado na condição do famoso paciente amnésico conhecido como HM. O personagem principal, Leonard, sofre de amnésia anterógrada após um ataque traumático que resulta na morte de sua esposa. Ele mantém sua identidade e exibe pouca ou nenhuma amnésia retrógrada. Leonard também apresenta alguns dos problemas cotidianos de memória enfrentados pela maioria dos amnésicos, como esquecer nomes ou o destino de seus deslocamentos. Outra representação relativamente precisa das perturbações da memória é a do personagem não humano Dory, em Procurando Nemo (2003). Esse peixe, assim como Leonard, apresenta os problemas de memória comuns aos amnésicos, tais como esquecer nomes, dificuldade para armazenar e recuperar informações, e frequentemente esquecer o que está fazendo ou por que está fazendo algo.
Os filmes tendem a retratar a amnésia como consequência de lesões na cabeça decorrentes de acidentes ou agressões. A perda de identidade e de memória autobiográfica mostrada em Santa Who? (2000), na qual o Papai Noel sofre de amnésia que destrói sua identidade e autoconhecimento, é muito improvável de ocorrer na realidade. Essa mesma premissa é utilizada em A Identidade Bourne (2002) e A Supremacia Bourne (2004), onde o personagem principal esquece que é um assassino treinado. Outra representação equivocada da perda de memória nos filmes pode ser observada em Clean Slate (1994) e 50 Primeiros Encontros (2004), em que os personagens conseguem codificar a memória durante o dia, mas perdem completamente a memória desse dia ao dormir.
Frequentemente, os filmes restauram a memória dos afetados por meio de um segundo trauma ou por meio de uma espécie de recordação auxiliada, quando os personagens retornam a locais familiares ou observam objetos conhecidos. O fenômeno do "segundo trauma" pode ser observado em Singing in the Dark (1956), no qual o indivíduo afetado experimenta o início da amnésia em decorrência do trauma do Holocausto, mas sua memória é restaurada após um impacto na cabeça. Embora a neurocirurgia seja frequentemente a causa da amnésia, ela também é retratada como solução em alguns filmes, como Deluxe Annie (1918) e Rascals (1938).
A supressão de memória é abordada em Brilho Eterno de uma Mente sem Lembranças (2004) e nos filmes da série Homens de Preto. Em Homens de Preto, um dispositivo é utilizado para apagar as memórias potencialmente prejudiciais de interações extraterrestres na população em geral. Brilho Eterno de uma Mente sem Lembranças descreve um processo que tem como alvo e elimina memórias de relacionamentos interpessoais que os pacientes prefeririam esquecer, de modo que não possam mais recordar essas experiências. Em Paycheck (filme) (2003) e Total Recall (filme de 1990) (1990), a supressão de memória é empregada para controlar os personagens, os quais conseguem, no entanto, superar tais tentativas e recordar partes de suas memórias.

## Consequências

### Melhorando a memória subsequente
Ao repetir (ou relembrar) um item repetidamente, a memória pode ser aprimorada. Esse processo é também conhecido como ensaio.

### Prejudicando a memória subsequente
Esquecimento induzido pela recuperação é um processo pelo qual a recuperação de um item da memória de longo prazo prejudica a recordação subsequente de itens relacionados.